# 星星夏宫

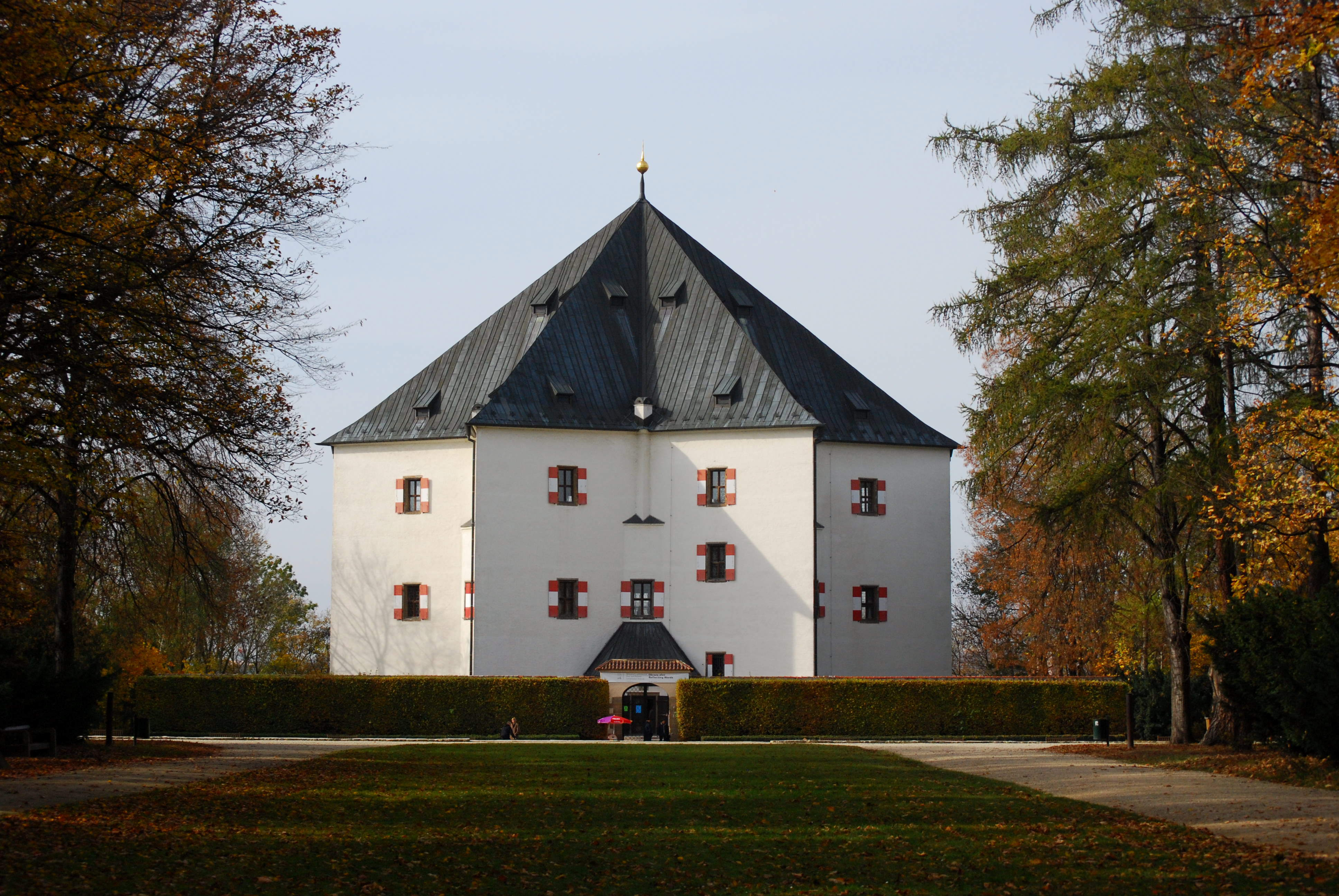
星星夏宫

星星夏宫（Letohrádek Hvězda）是一个文艺复兴别墅，位于布拉格市中心以西7公里，布拉格第六区Liboc，同名的禁猎区内。 
周围的禁猎区由国王斐迪南一世成立于1530年。25年后，他委托他的小儿子奥地利大公斐迪南二世兴建别墅。1555年6月27日大公举行奠基仪式，3年后别墅建筑完成。别墅呈六角星形状，因此得名。 
1962年，别墅被列为国家文化遗迹。一个有关在附近发生的白山战役的展览，现正在别墅内向公众展出。